# Kållands BK
Kållands BK är en bandyklubb från Lidköping i Sverige. Kållands BK bildades 1971. Säsongen 2006/2007 spelade Kållands BK i Division 1 i bandy för herrar, som då var Sveriges andradivision, men drog inför säsongen 2007/2008 sig ur Allsvenskan, då den blivit Sveriges andradivision. Tjust BK ersatte. Man spelade istället Division 2 och vann där sin grupp.